# Villar Dora
Villar Dora – miejscowość i gmina we Włoszech, w regionie Piemont, w prowincji Turyn.
W 2004 gminę zamieszkiwało 2716 osób, 543,2 os./km².